# ティレル・ロマックス
ティレル・ロマックス（Tyrel Lomax、1996年3月16日 - ）は、スーパーラグビー・パシフィックハリケーンズに所属するラグビーユニオン選手。

## プロフィール
- オーストラリア・キャンベラ出身。
- ポジションはプロップ(PR)。
- 身長 192cm、体重 127kg
- 父のジョンといとこのデイヴィットはともに元ラグビーリーグ選手[1]。
- U20オーストラリア代表に選ばれたことがある[2]。
- マオリ・オールブラックスに選ばれたことがある。
- ニュージーランド代表キャップは20（2022年10月現在）でラグビーワールドカップ2023のニュージーランド代表に選ばれた[3]。

## 略歴
キャンベラ・ヴァイキングズ、メルボルン・ライジング、レベルズ、タスマン、ハイランダーズを経て、2019年、ハリケーンズに加入。